# Мегали идея
Мега̀ли идѐя (на гръцки: Μεγάλη Ιδέα, „Велика идея“) е иредентистки проект на гръцкия национализъм от XIX-XX век за обединение в една държава на всички територии с етнически гръцко присъствие.
Мегали идеята присъства в гръцкото обществено съзнание още от създаването на ограниченото по територия Гръцко кралство през 1821 година, макар самото понятие да е въведено през 1844 година в реч на министър-председателя Йоанис Колетис. Концепцията заема важно място в гръцката вътрешна политика и определя външната политика на страната в продължение на десетилетия, чак до поражението в Гръцко-турската война през 1922 година и последвалите масови размени на население със съседните страни.
Териториалният обхват на мегали идеята варира през годините и при различни автори, като често обхваща и области, в които мнозинството от населението не е гръцко. В най-амбициозните варианти тя включва вътрешността на Мала Азия и голяма част от Балканския полуостров до Дунав на север. След създаването на самостоятелна Българска държава плановете за разширение на север постепенно се ограничават до южните части на Македония и Тракия.

## Начален етап
Мегали идеята е формулирана за първи път като цялостна национална програма в реч в парламента на министър-председателя Йоанис Колетис, произнесена на 14 януари 1844 година. В нея той се застъпва енергично за правата на гръцките имигранти от териториите извън границите на кралството („хетерохтонни гърци“) и критикува стремежа на местните „автохтонни гърци“ да монополизират достъпа до държавни служби и други привилегии. Колитис се обосновава с единството на гръцкия народ – във и извън кралството – и с мисията на гърците за разпространение на европейската цивилизация в останалите под османска власт територии. Без да говори открито за политическа експанзия, той говори за два центъра на елинизима – Атина и Константинопол.
Автори като Константинос Папаригопулос и Спиридон Замбелиос развиват идеята за приемствеността между Древна Гърция, Византия и съвременна Гърция – по този начин те представят принадлежността към гръцката нация като резултат не от етническа принадлежност, а от съпричастността към „духовна традиция“, наричана „елино-християнство“, и включваща по този начин цялата православна общност (рум миллет) в Османската империя. Като обединяващо средство в тази общност е виждан гръцкият език, широко разпространен в средата на XIX век сред елитите на повечето православни етнически групи в Османската империя – българи, албанци, армъни, араби, – като гръцката държава, а след това и попадналата под влиянието на национализма Вселенска патриаршия, полагат системни усилия за образованието на гръцки език сред негръцките групи.
След Кримската война това разбиране на мегали идеята се сблъсква с развиващия се български национализъм. Още през 1848 година Александрос Маврокордатос говори за „славянска опасност“ за гръцкото влияние в Македония, идваща от българите и подкрепящата ги Русия, но мащабният гръцко-български църковен конфликт през 60-те години поставя под въпрос гръцкото самоидентифициране с целия рум миллет.
Все пак през този период Гърция успява да осъществи известни стъпки към реализирането на мегали идея. По мирен път през 1864 година са присъединени намиращите се под британски протекторат Йонийски острови, а под натиска на Великите сили през 1881 година Османската империя отстъпва на Гърция Тесалия и областта на Арта в Епир.

## Македонската борба
Създаването на самостоятелна българска държава през 1878 година и последвалото ѝ обединение с Източна Румелия предизвикват цялостно преосмисляне на мегали идеята. Общественици, като Димитриос Викелас, цялостно я отхвърлят, смятайки претенциите към Константинопол за нереалистични химери. Преобладаващата позиция обаче е за концентриране върху съперничеството с България за влияние в оставащите под османска власт територии в Македония и Тракия. През 90-те години в гръцката историография и публицистика българите все по-често се представят като „потомствен враг“, като се стига до развиването расистки теории, изхождащи от предполагаемия им азиатски произход.

## Войните в началото на XX век
Кралство Гърция излиза дипломатически победител от двете Балкански войни в началото на XX век. Големият поддръжник на идеята Елефтериос Венизелос успява да нареди кралството сред победителите и в Първата световна война, макар и с цената на национална схизма и последвалата я малоазийска катастрофа.
Гръцкият политически елит и общество, въодушевени от лесно постигнатите победи по пътя към така „предначертания идеал“, пристъпват без подкрепа от Антантата към саморазправа с победената в Първата световна война Османска държава. Въпреки твърде изгодните за Гърция условия на Севърския договор, тя се впуска във военна авантюра в Мала Азия в началото на 20-те години на XX век. Крахът ѝ слага край и на бляновете, че някогашната Източна Римска империя, наречена постфактум от историците Византия, може да бъде възстановена като гръцка национална държава.

## След Гръцко-турската война
След като през есента на 1940 година Гърците печелят победа във войната с фашистка Италия окупират 33% от територията на Албания-населеният до голяма степен с гърци Северен Епир. През 1943 година се правят планове за създаване на гръко-албанска федерация. Някои екстремистки настроени гръцки общественици и публицисти в наши дни дори предлагат да се използва тракийският субстрат в днешния български етнос, за да бъде започната пропаганда с цел масово гърцизиране на Българска Тракия и дори на целия български народ.